# 420
420 (CDXX) fue un año bisiesto comenzado en jueves del calendario juliano, en vigor en aquella fecha.
En el Imperio romano, el año fue nombrado el del consulado de Teodosio y Constancio, o menos comúnmente, como el 1173 Ab urbe condita, adquiriendo su denominación como 420 a principios de la Edad Media, al establecerse el anno Domini.

## Acontecimientos
- El día 30 de agosto el Ser Pumífero dejó su legado en la tierra, aún investigan sobre este acontecimiento los llamados Pumas
- En China, la dinastía Song sucede a la Dinastía Jin (265-420), al proclamarse emperador Liu Yu en Nankín.
- En Persia, Bahram V es proclamado rey, quien entrará en conflicto con el Imperio romano de Oriente por cuestiones religiosas.
- Se reúne el concilio de Seleucia-Ctesifonte a instancias del Patriarca de Antioquía.
- Los hunos alcanzan el Danubio.
- Una ley autoriza la fortificación de las casas en las provincias del este del Imperio romano.
- Faramundo atraviesa el Rin.

## Fallecimientos
- 30 de septiembre: Eusebio Jerónimo Sofronio (San Jerónimo), exégeta y polemista latino que había trabajado en la traducción de la Biblia del hebreo al latín (Vulgata).
- Orosio, historiador y teólogo hispanorromano.
- Sulpicio Severo, escritor galorromano, autor de la Vida de San Martín de Tours.
- Yazdegard I, rey de Persia.
- Zósimo de Panópolis, primer investigador egipcio que escribió sobre alquimia.
- Pelagio, monje britano.

## Arte y literatura
- Claudio Rutilio Namaciano escribe el poema De reditu suo (fecha aproximada).
- El dramaturgo indio Kalidasa escribe Sakuntala, una historia de amor que ilustra el ideal caballeresco de los brahmanes.[1]